# هی (شرکت)
هی (به دانمارکی: HAY) یک شرکت مبلمان دانمارکی است که در سال ۲۰۰۲ میلادی توسط مت و رولف هی در کپنهاگ، دانمارک تأسیس شد. هدف آن ایجاد و فروش مبلمانی با طراحی خوب بود که از نظر قیمت و همچنین «مفاهیم طراحی» در دسترس باشد. از سال ۲۰۱۹ میلادی، اکثریت این برند متعلق به شرکت مبلمان آمریکایی هرمان میلر است.
بنیانگذاران به عنوان مدیران خلاق هی، با رولف مسئول بخش مبلمان و مت مسئول لوازم جانبی هستند. آنها از نزدیک در توسعه محصولات هی مشارکت دارند که به‌طور مشترک بین طراحان داخلی و توسعه دهندگان محصول و همچنین فهرستی از طراحان بین‌المللی مانند رونان و اروان بورولک، ناتالی دوپاسکیه، استفان دیز و نائوتو فوکاساوا انجام می‌شود.